# 歐廉
歐廉（1415年—1474年），字仕潔，四川眉州人，民籍，治《春秋》，年四十歲中式景泰五年甲戌科第二甲第四十二名進士。

## 生平
三月二十一日生，行五，曾祖歐祖三；祖歐均祥；父歐斌；母費氏；前母金氏。慈侍下，妻楊氏，兄志海；志滿；志敏；海善。由國子生中式順天府鄉試第二十五名舉人，會試中式第三百三十四名。